# Jiří Zídek (1973.)
Jiří Zidek mlađi (1973.) je bivši češki košarkaš. Poznat je po engleskom imenu George Zidek. Igrao je na mjestu centra. Visine je 212 cm. Igrao je u Euroligi sezone 1998./99. za litavski BC Žalgiris iz Kaunasa. 
Igrao je američku sveučilišnu košarku na sveučilištu UCLA, za momčad UCLA Bruins. U Bruinsima bio je u prvoj petorici sezone 1995., kad je UCLA pobijedila u doigravanju NCAA Divizije I u diviziji Zapad. Na Draftu 1995.  Charlotte Hornetsi izabrali su ga u 1. krugu kao 22. izbor. Naredne je tri sezone odigrao u NBA, nakon čega je otišao u Europu.
Sin je legendarnog češkog košarkaša Jiříja Zideka.